# Cabernet Carol
Cabernet Carol ist eine 1982 gezüchtete pilzwiderstandsfähige Rotweinsorte. Cabernet Carol wurde am Staatlichen Weinbauinstitut Freiburg durch Norbert Becker aus den Sorten Cabernet Sauvignon und Solaris gekreuzt. Amtlich wird er mit dem Zuchtstamm FR 428-82 r gekennzeichnet. Kleine Bestände sind in der Schweiz bekannt. (0,28 Hektar, Stand 2007, Quelle: Office fédéral de l'agriculture OFAG)
Siehe auch den Artikel Weinbau in Deutschland sowie die Liste von Rebsorten.

## Eigenschaften der Rebe
Austrieb, Blüte und Reifungsbeginn erfolgen etwa eine Woche später als beim Spätburgunder. Die Frostfestigkeit gilt als gut. Die Sorte beansprucht aufgrund seiner späteren Reife bessere Lagen als der Spätburgunder. Die Resistenz gegen Echten- und Falschen Mehltau ist gut. Während die Tendenz zur Verrieselung gering ist, neigt Cabernet Carol zur Stiellähme.

## Eigenschaften des Weins
Die Weine sind kräftig, farbstoffreich und haben kräftige Tannine. Sie verfügen über einen typischen Cabernet-Sauvignon-Charakter.
Synonyme: Zuchtnummer FR 437-82 r
Abstammung: Cabernet Sauvignon x Solaris. Aus der gleichen Kreuzung ging die Rebsorte Cabernet Cortis hervor.